# 卡拉米河畔万
卡拉米河畔万（法語：Vins-sur-Caramy）是法国普罗旺斯-阿尔卑斯-蓝色海岸大区 瓦尔省的一个市镇，属于布里尼奥勒区 布里尼奥勒县。该市镇2009年时的人口 为1,014人。

## 人口
卡拉米河畔万人口变化图示
| 数据来源：INSEE |